# 阳江广播电视台
阳江广播电视台是中华人民共和国广东省阳江市的一家广播电视播出机构。

## 频道简介
阳江广播电视台共有综合频道、文化生活频道两条电视频道和综合广播、旅游环保广播两个广播频率。